# Arcidiocesi di Puerto Montt
L'arcidiocesi di Puerto Montt (in latino: Archidioecesis Portus Montt) è una sede metropolitana della Chiesa cattolica in Cile. Nel 2021 contava 307.000 battezzati su 428.700 abitanti. È retta dall'arcivescovo Luis Fernando Ramos Pérez.

## Territorio
L'arcidiocesi comprende la provincia cilena di Llanquihue, nella regione di Los Lagos.
Sede arcivescovile è la città di Puerto Montt, dove si trova la cattedrale di Nostra Signora del Carmine, costruita nel 1870, in stile dorico.

### Parrocchie
Il territorio si estende su 17.664 km² ed è suddiviso in 32 parrocchie, raggruppate in 4 decanati:
Decanato orientale
- Cattedrale di Nostra Signora del Carmine, Puerto Montt
- San Pietro, Puerto Montt (Rolecha)
- Cristo Re, Puerto Montt
- Cristo Crocifisso, Puerto Montt
- Maria Madre e Regina, Puerto Montt
- Buon Pastore, Puerto Montt
- Nostra Signora di Fatima, Puerto Montt
- Sacra Famiglia, Puerto Montt (Hornopirén)
- Nostra Signora di Guadalupe, Puerto Montt
- San Peregrino Laziosi, Puerto Montt
- Santa Teresa delle Ande, Puerto Montt
- Nostra Signora della Candelaria, Puerto Montt (Alerce)
- Cristo missionario, Puerto Montt (Alerce Sur)

Decanato occidentale
- San Michele arcangelo, Calbuco
- Nostra Signora del Rosario, Maullín
- San Pietro de Angelmó, Puerto Montt
- Cristo Salvatore (ex Sant'Antonio di Padova), Puerto Montt (Bellavista)
- San Paolo, Puerto Montt
- Madre del popolo di Dio, Puerto Montt
- San Giuseppe, Puerto Montt
- Sant'Alberto Hurtado, Puerto Montt
- Nostra Signora della Candelaria, Carelmapu
- Nostra Signora dei poveri, Puerto Montt

Decanato della Cordigliera
- San Turibio, Las Quemas
- Spirito Santo, Fresia
- Immacolata Concezione, Río Frío
- San Pietro, Los Muermos

Decanato dei Laghi
- Sacro Cuore di Gesù, Puerto Varas
- Immacolata Concezione, Cochamó
- Immacolata Concezione, Frutillar
- San Giuseppe, Llanquihue
- Nostra Signora di Fatima, Puerto Chico
- Santa Rosa, Nueva Braunau

### Provincia ecclesiastica
La provincia ecclesiastica di Puerto Montt, istituita nel 1963, comprende 4 suffraganee:
- diocesi di Osorno,
- diocesi di Punta Arenas,
- diocesi di San Carlos de Ancud,
- vicariato apostolico di Aysén.[1]

## Storia
La diocesi di Puerto Montt fu eretta il 1º aprile 1939 con la bolla Summi Pontificatus di papa Pio XII, ricavandone il territorio dalla diocesi di San Carlos de Ancud. Era originariamente suffraganea dell'arcidiocesi di Concepción.
Il 15 novembre 1955 cedette una porzione del suo territorio a vantaggio dell'erezione della diocesi di Osorno.
Il 10 maggio 1963 è stata elevata al rango di arcidiocesi metropolitana con la bolla Apostolicae Sedis di papa Giovanni XXIII.

## Cronotassi dei vescovi
Si omettono i periodi di sede vacante non superiori ai 2 anni o non storicamente accertati.
- Ramón Munita Eyzaguirre † (29 aprile 1939 - 23 novembre 1957 nominato vescovo di San Felipe)
- Alberto Rencoret Donoso † (21 marzo 1958 - 18 maggio 1970 dimesso[3])
  - Sede vacante (1970-1974)
- Eladio Vicuña Aránguiz † (16 luglio 1974 - 13 maggio 1987 ritirato)
- Savino Bernardo Maria Cazzaro Bertollo, O.S.M. † (8 febbraio 1988 - 27 febbraio 2001 ritirato)
- Cristián Caro Cordero (27 febbraio 2001 - 11 giugno 2018 ritirato)[4]
- Luis Fernando Ramos Pérez, dal 27 dicembre 2019

## Statistiche
L'arcidiocesi nel 2021 su una popolazione di 428.700 persone contava 307.000 battezzati, corrispondenti al 71,6% del totale.
| anno | popolazione | popolazione | popolazione | presbiteri | presbiteri | presbiteri | presbiteri                | diaconi | religiosi | religiosi | parrocchie |
| anno | battezzati  | totale      | %           | numero     | secolari   | regolari   | battezzati per presbitero | diaconi | uomini    | donne     | parrocchie |
| ---- | ----------- | ----------- | ----------- | ---------- | ---------- | ---------- | ------------------------- | ------- | --------- | --------- | ---------- |
| 1949 | 134.000     | 140.000     | 95,7        | 52         | 24         | 28         | 2.576                     |         | 26        | 96        | 19         |
| 1966 | 162.000     | 198.000     | 81,8        | 60         | 34         | 26         | 2.700                     |         | 33        | 121       | 23         |
| 1970 | 170.000     | 200.000     | 85,0        | 47         | 20         | 27         | 3.617                     |         | 35        | 120       | 26         |
| 1976 | 196.000     | 230.000     | 85,2        | 42         | 18         | 24         | 4.666                     | 9       | 29        | 119       | 28         |
| 1980 | 204.000     | 240.000     | 85,0        | 38         | 17         | 21         | 5.368                     | 12      | 28        | 115       | 28         |
| 1990 | 222.000     | 255.000     | 87,1        | 48         | 27         | 21         | 4.625                     | 8       | 26        | 95        | 23         |
| 1999 | 249.000     | 296.000     | 84,1        | 48         | 28         | 20         | 5.187                     | 16      | 23        | 62        | 29         |
| 2000 | 235.000     | 300.000     | 78,3        | 57         | 36         | 21         | 4.122                     | 16      | 24        | 62        | 29         |
| 2001 | 235.000     | 300.000     | 78,3        | 62         | 39         | 23         | 3.790                     | 17      | 26        | 64        | 31         |
| 2002 | 230.000     | 300.000     | 76,7        | 59         | 35         | 24         | 3.898                     | 18      | 27        | 64        | 31         |
| 2003 | 290.000     | 329.766     | 87,9        | 57         | 33         | 24         | 5.087                     | 18      | 27        | 64        | 31         |
| 2004 | 235.097     | 329.776     | 71,3        | 60         | 35         | 25         | 3.918                     | 17      | 29        | 65        | 31         |
| 2013 | 284.007     | 393.500     | 72,2        | 51         | 31         | 20         | 5.568                     | 20      | 23        | 73        | 30         |
| 2016 | 290.210     | 405.208     | 71,6        | 43         | 29         | 14         | 6.749                     | 31      | 15        | 55        | 32         |
| 2019 | 298.800     | 417.250     | 71,6        | 52         | 38         | 14         | 5.746                     | 31      | 15        | 55        | 30         |
| 2021 | 307.000     | 428.700     | 71,6        | 49         | 27         | 22         | 6.265                     | 29      | 23        | 55        | 32         |